# 피오렐로 라과디아
피오렐로 헨리 라과디아(영어: Fiorello Henry La Guardia, 1882년 12월 11일 ~ 1947년 9월 20일)는 미국의 법조인이자 정치인으로 1934년부터 1945년까지 3분기에 걸쳐 뉴욕 시장을 역임하였다.

## 어린 시절
뉴욕에서 이탈리아 이민자 아킬레와 유대인 아이린 쿤 라과디아에게 태어났다.  그는 자신의 부친이 미국 육군에서 악단장이었던 애리조나주에서 자라왔다.  미국-스페인 전쟁이 일어난 동안 아킬레는 굉장히 몸이 안 좋았는 데 아마 더럽혀진 쇠고기를 먹었기 때문일 것이다.  건강이 쇠퇴한 아킬레는 제대하고 자신의 가족과 함께 유럽으로 돌아갔다.

## 초기 경력

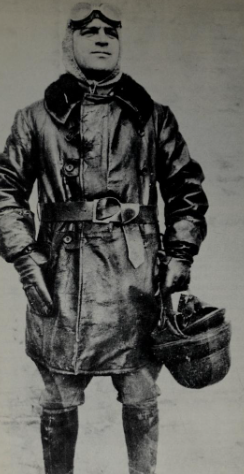
비행가 제복 차림의 라과디아

거기서 피오렐로는 미국 영사 서비스에서 지위를 얻어 자신이 다국어 뉴욕에서 정치적 캠페인에서 사용했던 5개국어에 능통하게 되었다.  1906년 라과디아는 자신의 직업을 그만두고 자신의 출생지로 돌아갔다.  낮에는 엘리스 섬 이민국에서 통역으로 고용된 라과디아는 밤에 뉴욕 대학교에서 법학을 전공하여 1910년 법정으로 입장하였다.  5 피트 2 인치의 작은 키에 입을 둥글게 벌린 검사는 주로 가난한 이민자들을 대표하고 노동조합에 맞서 싸웠다.  그는 자신이 이식편에 휩싸인 태머니 민주당 기관을 감당할 수 없었고 아일랜드계들이 지배한 조직에 이탈리아계 미국인의 정치적 발전 가능성이 아주 작았기 때문에 공화당에 입당하였다.
1914년 낮은 맨해튼 구역으로부터 미국 하원을 위하여 공화당원으로서 나간 라과디아는 거의 자신의 태머니 상대를 꺾었다.  그는 제1차 세계 대전 동안 육군 복무를 위하여 잠시 결석과 함께 1919년까지 미국 의회에 남아있었다.  그해 그는 뉴욕의 시의회 위원회의 회장으로 선출되었고 시아 앨메리고티오 결혼하였다.  1921년 그는 이 시청을 잃었다.  비극적으로 동년에 시아와 그들의 유아 딸이 결핵으로 사망하였다.  슬픔에 잠긴 라과디아는 그들의 사망에 대하여 뉴욕의 공기가 없는 주택들을 핑계대었다.
이스트할렘에서 대부분의 근로자 계급의 이탈리아와 유대인 구역으로부터 진보적인 공화당원으로서 의회로 재선을 이긴 라과디아는 1920년대의 비지니스가 지배한 공화당 행정부들의 정책들을 거부하면서 도시의 자유주의자들과 중서부와 서부의 진보주의자들의 작은 결합에 가입하였다.  그는 금주법, 재무장관 앤드루 멜런의 부유한 자들을 위한 세금 감면과 전력 독점들을 비난하였다.  뉴딜이 있기 전에 뉴딜 정책자인 그는 공권력, 어린이 노동법, 노인 연금과 실업 보험의 연방 개발을 주창하였다.  한번 대공황이 시작되자 그는 저축 은행 예금의 정부 보험, 증권거래소의 규정과 난민을 위한 연방 구제를 수요하였다.  라과디아의 가장 중요한 입법적 성취는 고용주들이 자신들의 고용인들을 서명하도록 강요하여 그들이 조합 혹은 파업에 가입하지 않을 것을 맹세한 황견계약의 이용과 노동조합에 대항하는 명령을 삭감한 노리스-라과디아 결의였다.  1929년 개혁 운동을 벌인 의원은 인기있는 현직 시장 지미 워커를 상대로 시장을 위하여 타이밍이 맞지 않게 나가 심하게 패배하였다.  그는 또한 자신이 즉시 2명의 아이들을 입양하면서 자신의 헌신적인 비서 마리 피셔에게 결혼하였다.

## 대공황의 세월

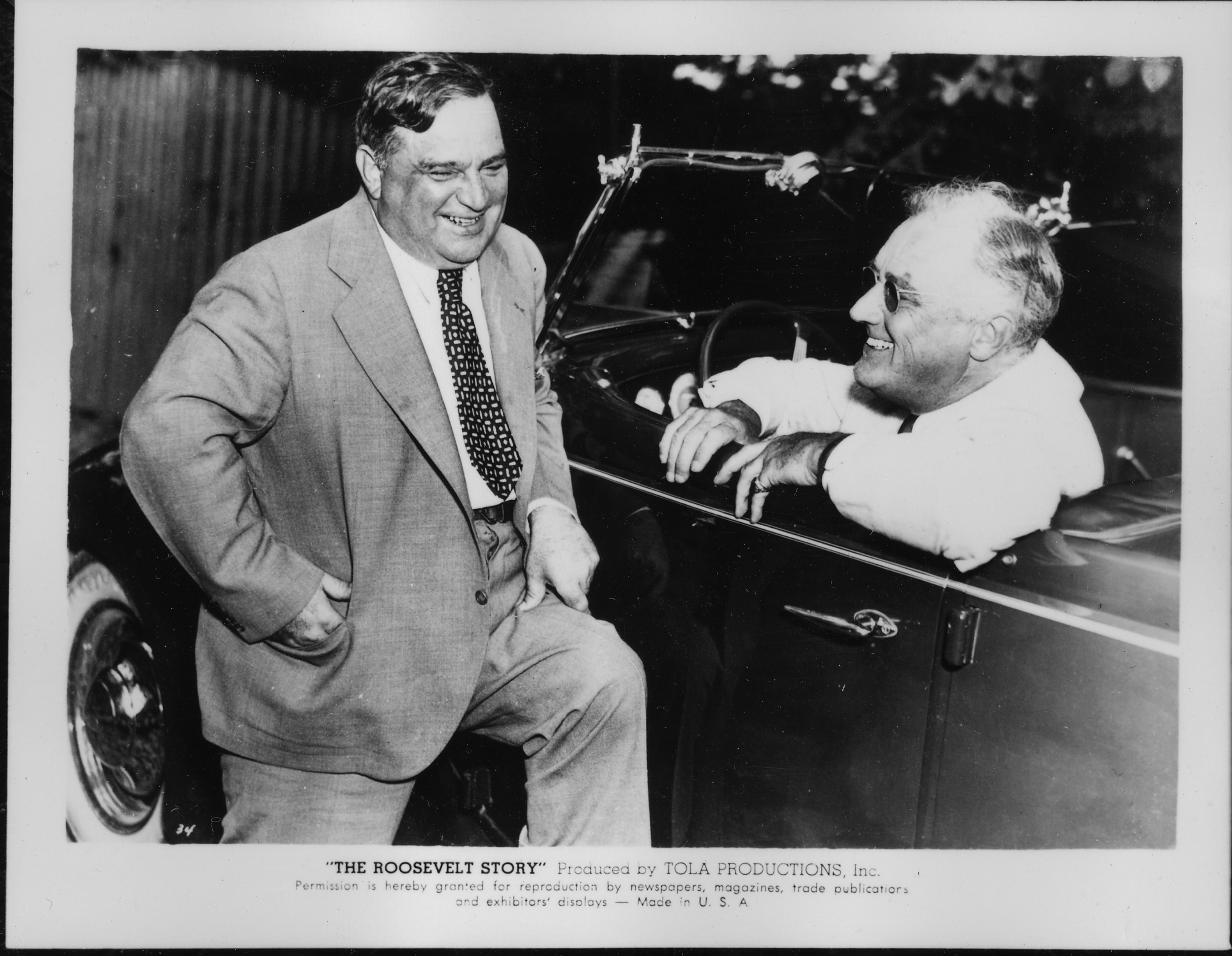
프랭클린 D. 루스벨트 대통령과 함께

자신의 진보적인 기록에 불구하고 라과디아는 1932년 압도적은 민주당 득표에서 태머니의 제임스 랜제타에게 자신의 하원 의석을 패하였다.  그는 1933년 다시 시장을 위하여 나가기로 결정하였다.  1929년 워커 행정부가 부패와 만연했던 것을 라과디아가 청구했을 때 아직도 번영의 여운을 받고 있던 뉴욕 시민들은 상관하지 않았따.  1933년까지 상황이 달랐다.  라과디아의 혐의의 진실을 드러낸 새뮤얼 시버리에 의하여 이끌어진 지방 자치 정부의 3개의 조사들이 있기도 했다.  1932년 9월 워커는 사임했으나 태머니는 경제적 울부짖음을 감당할 능력이 없던 것을 증명한 자신의 후임자 존 P. 오브라이언 아래 도시를 지속적으로 운영하였다.  파산을 막는 데 처음에 워커, 그러고나서 오브라이언은 상태로서 지방 자치적 재정에 통제권을 행사한 뉴욕의 은행원들로부터 돈을 빌렸다.  도시에 어떤 구호 자금이 있었든 간에 태머니는 그 충성적인 지지자들에게 분배하였다.  이 심각한 상황들은 결국 반태머니 민주당원들, 좋은 정부의 개혁자들과 융합 파티에서 공화당원들과 함께 가져왔다.  시버리와 루스벨트 정부의 전문 고문단 아돌프 A. 벌 주니어의 후원과 함께 시장으로서 자신들의 하나로서 보는데 열망한 이탈리아계 투표인들의 쏟아지는 도움을 받아 오브라이언과 회복당 후보 조지프 V. 매키를 상대로 선거를 이긴 라과디아를 위하여 융합 후보 지명을 안정시켰다.
1934년 1월 1일 시장직을 차지한 라과디아는 도시에 활력을 불어넣기로 결심하였다.  프랭클린 D. 루스벨트 대통령과 라과디아의 특별한 관계는 물론 펌프 프라이밍과 고용 창조 프로그램들에 지출할 연방 정부의 의지는 기회를 마련하였다.  임기 만료를 앞둔 의원으로서 그가 대통령 당선자에게 법안을 소개했을 때 루스벨트 행정부와 라과디아의 협동이 시작되었다.  1933년 11월 만큼 일찍이 시장 당선자 라과디아는 연방 긴급 구조 행정가 해리 홉킨스가 토목 공사 관리를 계획하는 도움을 주었고 그에게 세심하게 빼낸 수많은 프로젝트를 제시하였다.  결과로서 1934년 1월까지 뉴욕의 실업자들은 토목 공사 관리 직업들의 20 퍼센트를 보유하였고 4,000개의 토목 공사 관리 프로젝트들이 도시의 소외된 공원, 거리와 놀이터들을 재건하고 있었다.  하지만 토목 공사 관리는 4개월 밖에 못가고 메트로폴리스가 더욱 많은 원조를 필요하였다.  시장 당선자 라과디아는 공공사업진흥국을 위하여 내무장관 해럴드 L. 이커스에 접근하여 그는 먼저 예산 균형을 맞춰야 한다는 말을 들었다.  해고와 급여 삭감 그리고 부과하는 새로운 세금을 통하여 지방 자치적 급여를 대폭 줄이면서 도시는 그 1934년 예산에 균형을 맞출 수 있었다.  이 일은 라과디아를 이른 대출금을 재협상할 수 있도록 하여 이자율을 줄이고 은행원들을 대신하여 선출된 공무원들에게 재정 정책에 반환을 제어하였다.  그러고나서 이커스는 지갑 끈을 풀었다.  1940년 6월까지 뉴욕은 공공사업진흥국으로부터 2억 5천만 달러 이상을 얻었다.  시장은 더욱 자유롭게 지출한 홉킨스와 1935년 발포된 그의 공공사업진흥국과 함께 훨씬 나아졌다.  새로운 프로그램을 예상한 라과디아는 자신의 공원 운영자 로버트 모지스와 그의 토목 공사 위원회를 수천개의 프로젝트들을 위하여 청사진들을 준비하는 데 지시하였다.  그들의 빠른 주도권에 감사하며 1935년 10월까지 메트로폴리스는 공공사업진흥국의 지출의 7분의 1 이상을 받고 있었고 208,000명의 뉴욕 시민들이 고용되었다.
라과디아는 거리와 간선도로들의 2천 마일의 수리, 고속도로, 3개의 주요 다리, 100개의 작은 다리들과 뉴욕 지방 자치 공항의 건설에 주재하였다.  92개의 학교, 255개의 놀이터, 15개의 진료소 그리고 8000개에 의한 침대 수용력을 증가시킨 지방 자치 병원들에 추가는 물론 새로운 공원들의 5000 에이커가 개발되었고 17개의 수영장들이 지어졌다.  오래된 주택들은 완전히 파괴되었고 조경된 부지와 놀이 공간들에 의하여 둘러싸인 13개의 공공 주택 프로젝트들은 17,000명의 근로자 걔급 가족들을 위하여 침실, 난방과 전기와 함께 아파트를 마련하였다.  라과디아가 자신의 도시를 위하여 뉴딜의 가장 큰 몫을 차지했던 동안 그는 또한 1935년부터 1945년까지 미국 시장 회의의 회장으로서 워싱턴 D. C.와 도시의 미국 사이에 더욱 많은 원조와 가까운 인연들을 위하여 인정을 받은 연설인이 되었다.  라과디아는 도시들을 구출하는 것이 연방적 책임이었던 루스벨트 대통령을 확신시키는 도움을 주었다.
연방-도시 연결을 흥행하는 곁으로 라과디아는 뉴욕 정부를 깨끗이 하였다.  비효율적이고 접목하는 정치적 임명자들을 물러나고 활력이 넘치고 능력이 있는 사람들과 대체되었다.  관청 근무의 경쟁적 시험들을 통하여 도시 직업들의 비율은 1933년 55 퍼센트로부터 1939년 74 퍼센트로 올랐다.  관청 근무에 포함되지 않는 약속을 한 라과디아는 지지자들에게 보상을 해주었으나 그 사람들도 그처럼 헌신적이고, 열심히 일하고, 정직해야 할 자신의 주장을 드물게 타협하였다.  그는 또한 태머니 홀에 의하여 크게 무시된 소수 민족들에게 지방 자치 고용을 여는 데 시도하였다.  결과는 뉴욕의 관료의 민족적과 인종적 구성에서 주요 변화였으며 아일랜드계 주민들이 이전적으로 지배한 것을 유대인, 이탈리아계 그리고 흑인들에게 양보하였다.  1934년 도시는 3명의 흑인 소방관들이 있었으며 1941년까지 46명이 있었다.  라과디아가 지하철들을 차지한 후 아프리카계 미국인들은 처음으로 차장, 발차원과 운전자들로 기용되었다.  그러나 라과디아의 업적에는 한계가 있었다.  도박과 슬롯과 핀볼 기계들에 시장의 전쟁은 드물게 조직 범죄를 당황하게 만들었다.  흑인들에 지속적인 차별은 1935년과 1943년 할렘에서 주요 폭동들을 일으켰다.  라과디아는 항상 시민의 자유를 존경하지 않았다.  벌레스크 극장들과 포르노그래피는 금지되었다.
라과디아의 단점이 무엇이든 그는 1937년 그리고 다시 1941년에 재선되었다.  전체의 이전적 뉴욕의 융합 시장들은 단 하나의 기간 후에 쫓겨났다.  라과디아는 많은이들이 미국 노동당 노선에 그를 뽑은 유대인, 이탈리아계, 흑인과 노동 조합 일원들에 대하여 그의 배려와 활동가 정책들이 그를 이겼던 동안 자신의 정직함 때문에 승리를 거두어 효과적인 행정부가 좋은 정부의 주창들로 그에게 지속적으로 추천하였다.

## 마지막 기간과 전쟁의 세월

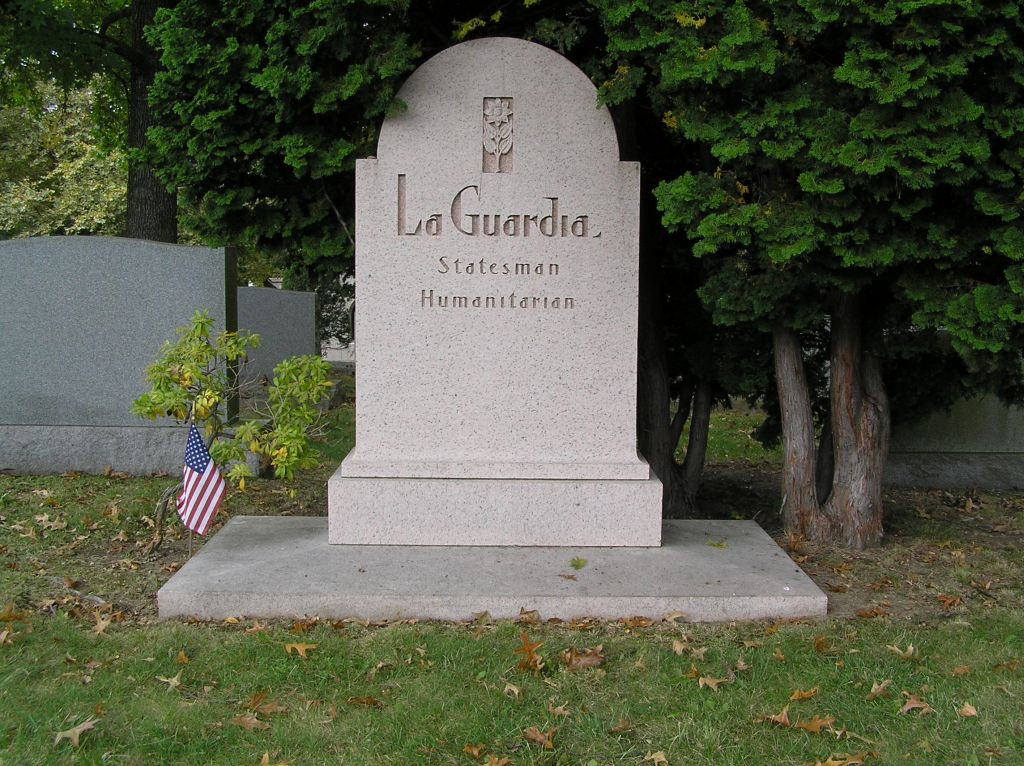
라과디아의 묘비

라과디아의 마지막 기간은 그의 가장 유익하지 않았다.  1941년 일본의 진주만 공격 후 도시들로 워싱턴의 보조는 줄어들었다.  연방 기금 없이 건설 프로젝트들은 멈추어지고 뉴욕은 새로운 시설들을 유지하고 그 예산 불균형 없이 확장된 서비스를 지속하는 데 불가능한 것을 찾았다.  라과디아는 정치적으로 인기가 없던 삭감을 부과하는 것보다 차용을 증가시켰다.  더욱 나가서 그는 내각 포스트 혹은 군사위원회를 위하여 자신의 쓸데없는 탐구와 민간 방어 국장으로서 자신의 잠시 재직에 의하여 뉴욕을 다스리는 것으로부터 산만해졌다.  아직도 거기에는 성취들이 있었다 - 도시는 국가에서 주택과 고용 차별에 대항하는 가장 일찍이의 법률을 통과시켰고 처음으로 관리된 보건 프로그램인 보건 보험 계획을 구상했으며 뉴욕을 그 영구적 본부로 만드는 데 유엔을 확신시켰다.
1946년 라과디아는 자신의 시장직을 끝냈고 그러고나서 잠시 유엔 구제·재활 행정부를 지도하였다.  1947년 9월 29일 췌장암으로 사망하여 브롱크스의 우들론 묘지에 안장되었다.  국가의 역사에서 최악의 공황 동안 라과디아는 전례없는 연방-도시 파트너십을 위조하였고 뉴욕에 활력을 불어넣었고 도시에 여태까지 알려진 가장 정직하고 효과적인 정부를 주었다.

## 기타
살아 생전에 라과디아는 판사 시절에 공정하면서도 빈민들에게 우호적인 판결을 많이 내려 명판관으로 명성이 자자했고, 정치인 시절의 청렴결백한 행실과 진보적인 성향으로 세간에서 많은 칭송을 들었고, 때문에 '뉴욕의 영웅'이라는 별명까지 붙은 바 있었다. 이 때문에 그가 사망하자 뉴욕의 퀸스에 설립된 공항이 라과디아의 이름을 기리는 의미로 라과디아 공항으로 명명되었다.

## 역대 선거 결과
| 선거명      | 직책명                     | 대수 | 정당   | 득표율 | 득표수      | 결과 | 당락                 |
| ----------- | -------------------------- | ---- | ------ | ------ | ----------- | ---- | -------------------- |
| 1914년 선거 | 하원의원 (뉴욕 제14선거구) | 64대 | 공화당 | 33.93% | 5,331표     | 2위  | 낙선                 |
| 1916년 선거 | 하원의원 (뉴욕 제14선거구) | 65대 | 공화당 | 43.28% | 7,272표     | 1위  | 뉴욕주 하원의원 당선 |
| 1918년 선거 | 하원의원 (뉴욕 제14선거구) | 66대 | 공화당 | 69.74% | 14,523표    | 1위  | 뉴욕주 하원의원 당선 |
| 1922년 선거 | 하원의원 (뉴욕 제20선거구) | 68대 | 공화당 | 38.30% | 8,492표     | 1위  | 뉴욕주 하원의원 당선 |
| 1924년 선거 | 하원의원 (뉴욕 제20선거구) | 69대 | 진보당 | 42.70% | 10,756표    | 1위  | 뉴욕주 하원의원 당선 |
| 1926년 선거 | 하원의원 (뉴욕 제20선거구) | 70대 | 공화당 | 47.06% | 9,122표     | 1위  | 뉴욕주 하원의원 당선 |
| 1928년 선거 | 하원의원 (뉴욕 제20선거구) | 71대 | 공화당 | 50.11% | 11,956표    | 1위  | 뉴욕주 하원의원 당선 |
| 1929년 선거 | 뉴욕 시장                  | 97대 | 공화당 | 25.73% | 367,675표   | 2위  | 낙선                 |
| 1930년 선거 | 하원의원 (뉴욕 제20선거구) | 72대 | 공화당 | 52.08% | 10,606표    | 1위  | 뉴욕주 하원의원 당선 |
| 1932년 선거 | 하원의원 (뉴욕 제20선거구) | 73대 | 공화당 | 46.95% | 15,227표    | 2위  | 낙선                 |
| 1933년 선거 | 뉴욕 시장                  | 99대 | 공화당 | 40.35% | 868,522표   | 1위  | 뉴욕 시장 당선       |
| 1937년 선거 | 뉴욕 시장                  | 99대 | 공화당 | 60.09% | 1,344,630표 | 1위  | 뉴욕 시장 당선       |
| 1941년 선거 | 뉴욕 시장                  | 99대 | 공화당 | 52.35% | 1,186,518표 | 1위  | 뉴욕 시장 당선       |